# Nanophareus
Genre
Nanophareus est un genre d'opilions laniatores de la famille des Gonyleptidae.

## Distribution
Les espèces de ce genre sont endémiques du Chili,.

## Liste des espèces
Selon World Catalogue of Opiliones (07/09/2021) :
- Nanophareus araucanus Hara, Pinto-da-Rocha & Kury, 2012
- Nanophareus bicornutus Hara, 2016
- Nanophareus bipartitus Hara, Pinto-da-Rocha & Kury, 2012
- Nanophareus bosqenublado Hara, Pinto-da-Rocha & Kury, 2012
- Nanophareus maipu Hara, 2016
- Nanophareus palpalis Roewer, 1929

## Publication originale
- Roewer, 1929 : « Weitere Weberknechte III. (3. Ergänzung der: "Weberknechte der Erde", 1923). » Abhandlungen der Naturwissenschaftlichen Verein zu Bremen, vol. 27, p. 179–284.